# Nikola Vučević
Nikola Vučević (cirílico sérvio: Никола Вучевић; Morges, 24 de outubro de 1990) é um jogador montenegrino de basquete profissional que atualmente joga no Chicago Bulls da National Basketball Association (NBA).
Ele jogou basquete universitário por USC antes de ser selecionado pelo Philadelphia 76ers como a 16º escolha geral no Draft da NBA de 2011.
Vučević, que passou sua temporada de novato com os 76ers, foi negociado com o Orlando Magic em 2012. Ele jogou nove temporadas pelo Magic e foi nomeado duas vezes para o All-Star Game da NBA. Em 2021, ele foi trocado para os Bulls.

## Primeiros anos
Vučević nasceu em Morges, na Suíça, durante a época em que seu pai, um jogador profissional de basquete, Borislav, jogava em um clube da cidade vizinha, Lausanne. O jovem foi criado principalmente na Bélgica para onde a família se mudou em 1994, quando seu pai conseguiu um contrato profissional lá. Borislav jogou profissionalmente por 24 anos, uma carreira que incluiu passagens pela Iugoslávia, Suíça e Bélgica, e foi membro da equipe do KK Bosna que venceu a Copa dos Campeões Europeus de 1978–79, além de várias aparições pela Seleção Jugoslava, principalmente nos Jogos do Mediterrâneo de 1983 em Casablanca, Marrocos e no EuroBasket de 1985 na Alemanha Ocidental. A mãe de Vučević, Ljiljana Kubura, jogou muitos anos pelo ŽKK Željezničar Sarajevo e pela Seleção Jugoslava.
Sua família mudou-se para Montenegro quando ele era adolescente. Em 2006, Vučević foi um sobrevivente do descarrilamento do Bioče, um acidente de trem que matou pelo menos 45 pessoas e feriu outras 184.
Em 2007, Vučević, de 17 anos, foi eleito o Melhor Jogador Jovem de Montenegro.

## Carreira no ensino médio
Vučević se mudou para Simi Valley, Califórnia nos Estados Unidos em outubro de 2007 para jogar seu último ano do ensino médio na Stoneridge Prep. Ele sabia pouco inglês, mas falava francês, como muitos de seus companheiros. 
Sob o comando do técnico Babacar Sy, amigo de seu pai, ele foi o capitão do time e liderou a equipe em pontuação e rebote com média de 18 pontos e 12 rebotes.

## Carreira universitária

### Calouro

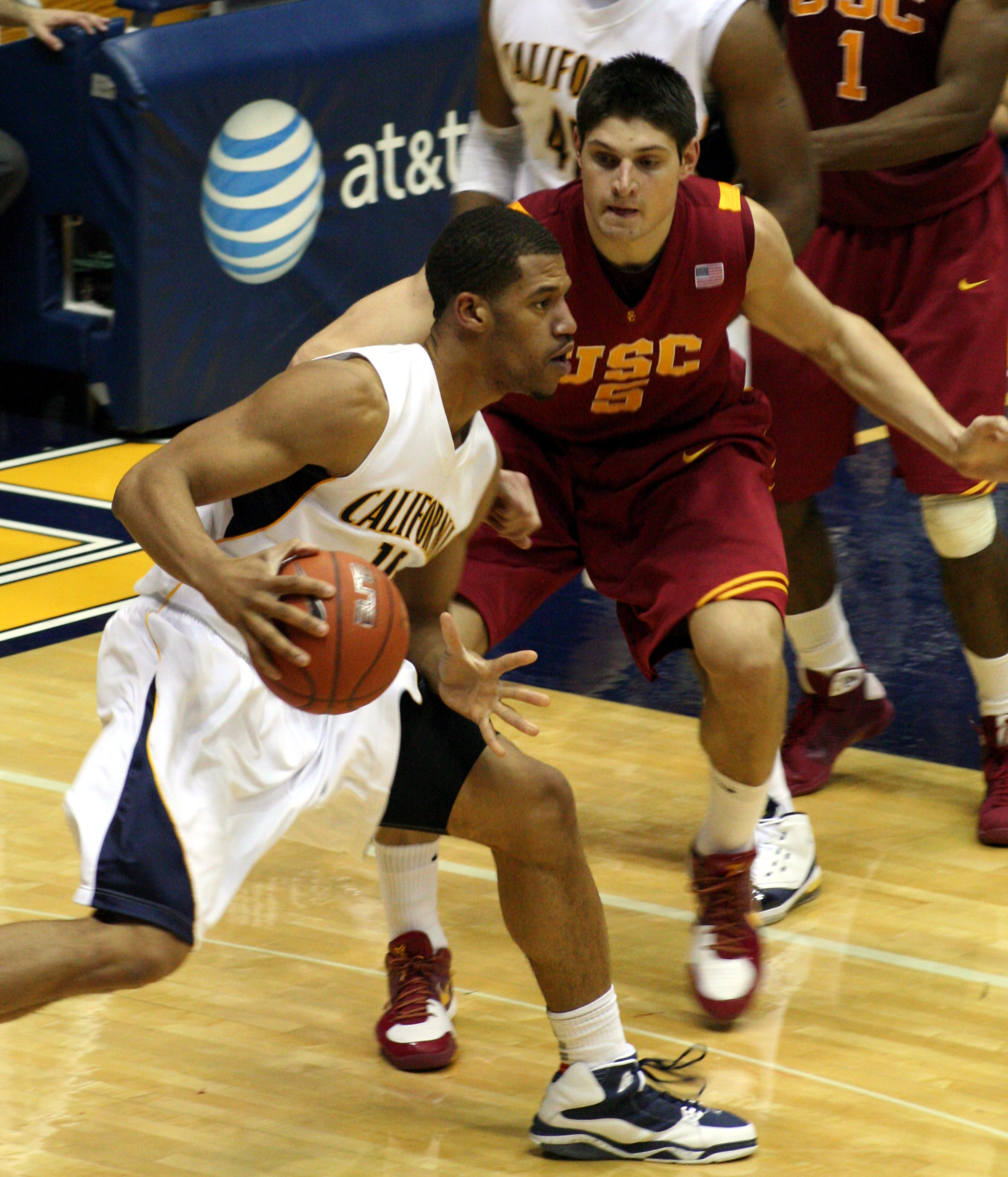
Vučević marcando um adversário em um jogo de janeiro de 2010.

Vučević perdeu os primeiros oito jogos da USC enquanto esperava a confirmação do seu estatuto de amador pela NCAA. 
Vučević jogou sua primeira partida com a USC em 15 de dezembro de 2008, contra Pepperdine, e registrou dois pontos, dois bloqueios e dois rebotes em seis minutos. Ele fez seu primeiro jogo como titular na temporada em 24 de janeiro de 2009, contra Washington State, e registrou oito pontos e cinco rebotes. Ele teve médias de 2,6 pontos e 2,7 rebotes em 23 jogos.
Em 22 de março, Vučević registrou seis pontos e quatro rebotes na derrota para Michigan State na segunda rodada do Torneio da NCAA.

### Segundo ano

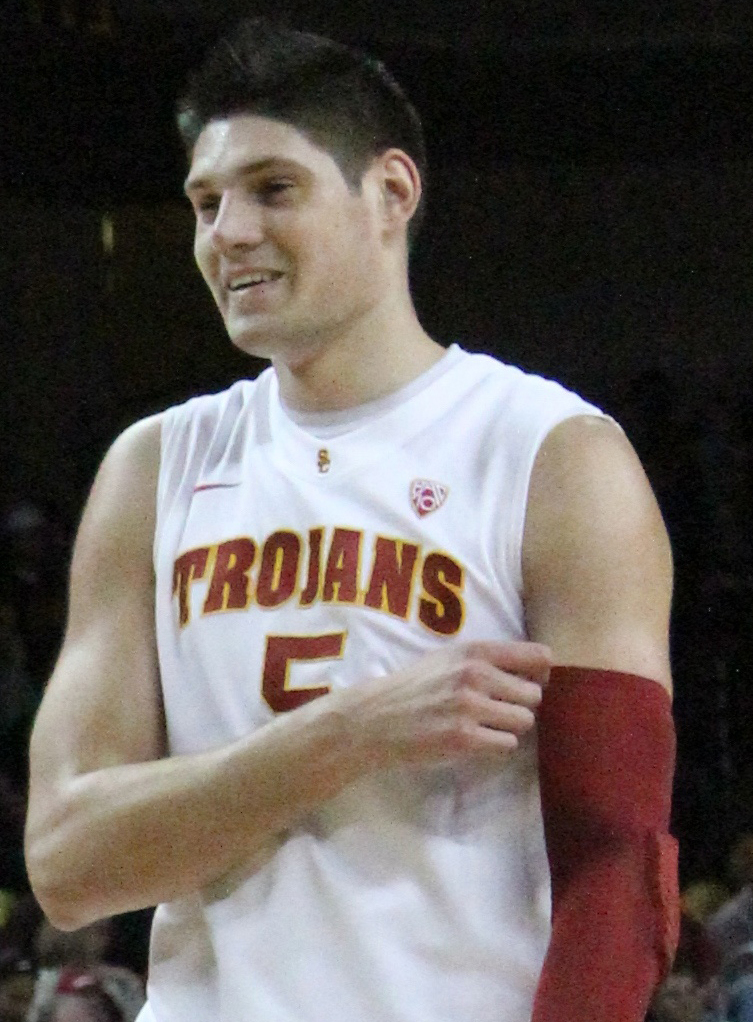
Vučević jogando por USC em 2011.

Vučević começou a se destacar em sua segunda temporada. Ele registrou 18 pontos e oito rebotes no primeiro jogo da temporada contra UC Riverside em 17 de novembro de 2009. Em 3 de dezembro de 2009, Vučević registrou 18 pontos e 14 rebotes contra Texas. Em 21 de novembro de 2009, ele registrou seu primeiro duplo-duplo com 19 pontos e 11 rebotes contra Loyola. Em 16 de janeiro de 2010, ele marcou 19 pontos, 17 no segundo tempo, contra UCLA. Ele foi o maior cestinha da equipe em 5 jogos e foi o maior reboteiro da equipe em 20 jogos, incluindo os últimos nove. Ele foi titular em todos os 30 jogos e teve duplo-duplo em 10 jogos.
No geral, ele foi o segundo maior artilheiro e o líder nos rebote da equipe com médias de 10,7 pontos e 9,4 rebotes. Vučević liderou a Pac-10 com 283 rebotes e ficou em quarto na conferência com 39 bloqueios.
Vučević foi nomeado o Jogador que Mais Evoluiu na Pac-10 da temporada de 2009–10 e foi eleito para a Equipe Defensiva da Pac-10. 

### Terceiro ano
Em seu terceiro ano, Vucevic foi escolhido para a Quarta-Equipe All-America pela Fox Sports e foi nomeado para a Primeira-Equipe da Pac-10. Em março de 2011, ele anunciou que não voltaria para o seu último ano universitário para entrar no Draft da NBA. O site NBAdraft.net o projetou como a 23ª escolha geral do draft.
Durante sua passagem pela USC, Vučević teve médias de 11,1 pontos e 8,0 rebotes.

## Carreira profissional

### Philadelphia 76ers (2011–2012)
Em 23 de junho de 2011, Vučević foi selecionado pelo Philadelphia 76ers como a 16ª escolha geral no Draft da NBA de 2011.
Durante a greve da NBA de 2011, ele jogou pelo time montenegrino Budućnost Podgorica. Após a conclusão da greve, ele voltou aos Estados Unidos e assinou um contrato de 2 anos e US$3.36 milhões com os 76ers em 9 de dezembro de 2011.
Em 22 de fevereiro de 2012, Vučević marcou 18 pontos na derrota para o Houston Rockets. Em sua primeira temporada, ele jogou em 51 jogos e teve médias de 5.5 pontos e 4.8 rebotes.

### Orlando Magic (2012–2021)

#### Temporada de 2012–13

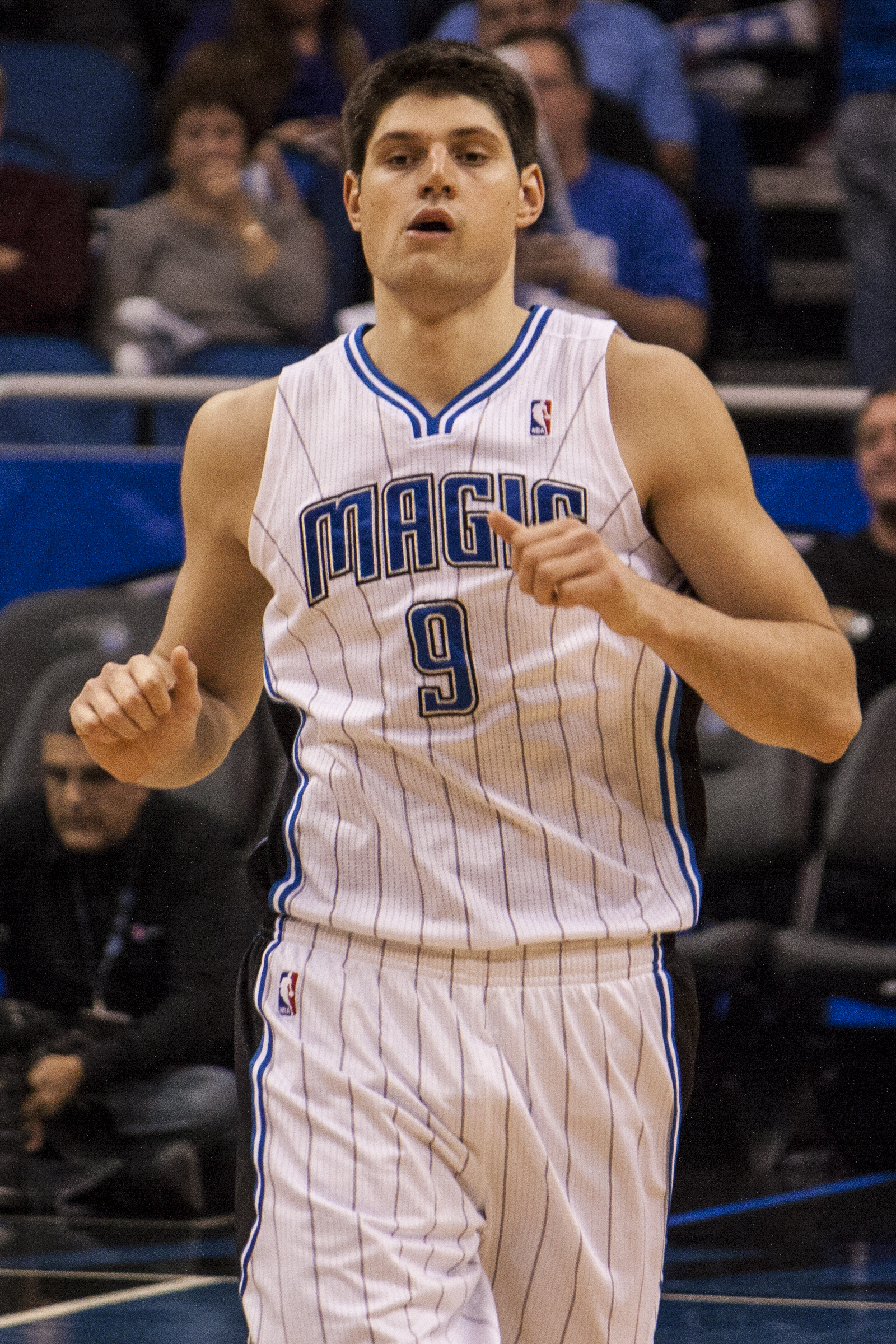
Vučević em dezembro de 2012

Em 10 de agosto de 2012, Vučević foi negociado com o Orlando Magic em uma troca de quatro equipes que envolveu Dwight Howard, Andrew Bynum, Arron Afflalo, Andre Iguodala e outros jogadores.
Em 31 de dezembro de 2012, em uma derrota na prorrogação para o Miami Heat, Vučević registrou 29 rebotes. Em 10 de abril de 2013, ele registrou seu segundo jogo 20/20 consecutivo com 30 pontos e 20 rebotes na vitória por 113–103 sobre o Milwaukee Bucks.

#### Temporada de 2013–14
Em 6 de novembro de 2013, Vučević registrou 30 pontos e 21 rebotes na vitória por 98-90 sobre o Los Angeles Clippers. O forte jogo de Vučević na segunda metade da temporada de 2013–14 foi notável em 28 de março de 2014, quando ele dominou o Charlotte Bobcats. Ele terminou o jogo com 24 pontos e 23 rebotes, marcando o sexto jogo de 20 pontos e 20 rebotes de sua carreira.

#### Temporada de 2014-15
Em 23 de outubro de 2014, Vučević assinou uma extensão de contrato de US $ 53 milhões e quatro anos com o Magic. Em 3 de abril de 2015, ele marcou 37 pontos na vitória por 97-84 sobre o Minnesota Timberwolves.
Nessa temporada, ele jogou em 74 jogos e teve médias de 19.3 pontos, 10.9 rebotes e 2.0 assistências.

#### Temporada de 2015–16
No dia 11 de novembro de 2015, Vučević não foi titular do Magic contra o Los Angeles Lakers, retornando à ação após uma ausência de três jogos devido a uma contusão no joelho direito. Vučević, que havia sido titular em todos os 223 jogos do Magic ao longo das últimas quatro temporadas, saiu do banco pela primeira vez e marcou 18 pontos na vitória de 101-99.
Ele teve médias de 18,4 pontos, 9,0 rebotes e 3,0 assistências em seus primeiros 12 jogos de dezembro (1–23 de dezembro). Shaquille O'Neal é o único outro jogador do Magic a atingir esses números em um mês na história da franquia.
Em 7 de fevereiro de 2016, ele marcou 22 pontos na vitória sobre o Atlanta Hawks por 96-94, apenas a terceira vitória da equipe em 18 jogos na temporada. Em 23 de fevereiro, ele marcou 35 pontos em uma vitória de 124-115 sobre o Philadelphia 76ers. 
Em 31 de março, Vučević voltou à ação depois de perder os 13 jogos anteriores com uma distensão na virilha direita. Posteriormente, ele foi reserva pela segunda vez e marcou 24 pontos na vitória por 114-94 sobre o Indiana Pacers. Ele foi reserva por mais três jogos antes de retornar ao time titular em 8 de abril contra o Miami Heat, onde marcou 29 pontos em uma vitória por 112–109.

#### Temporada de 2016–17

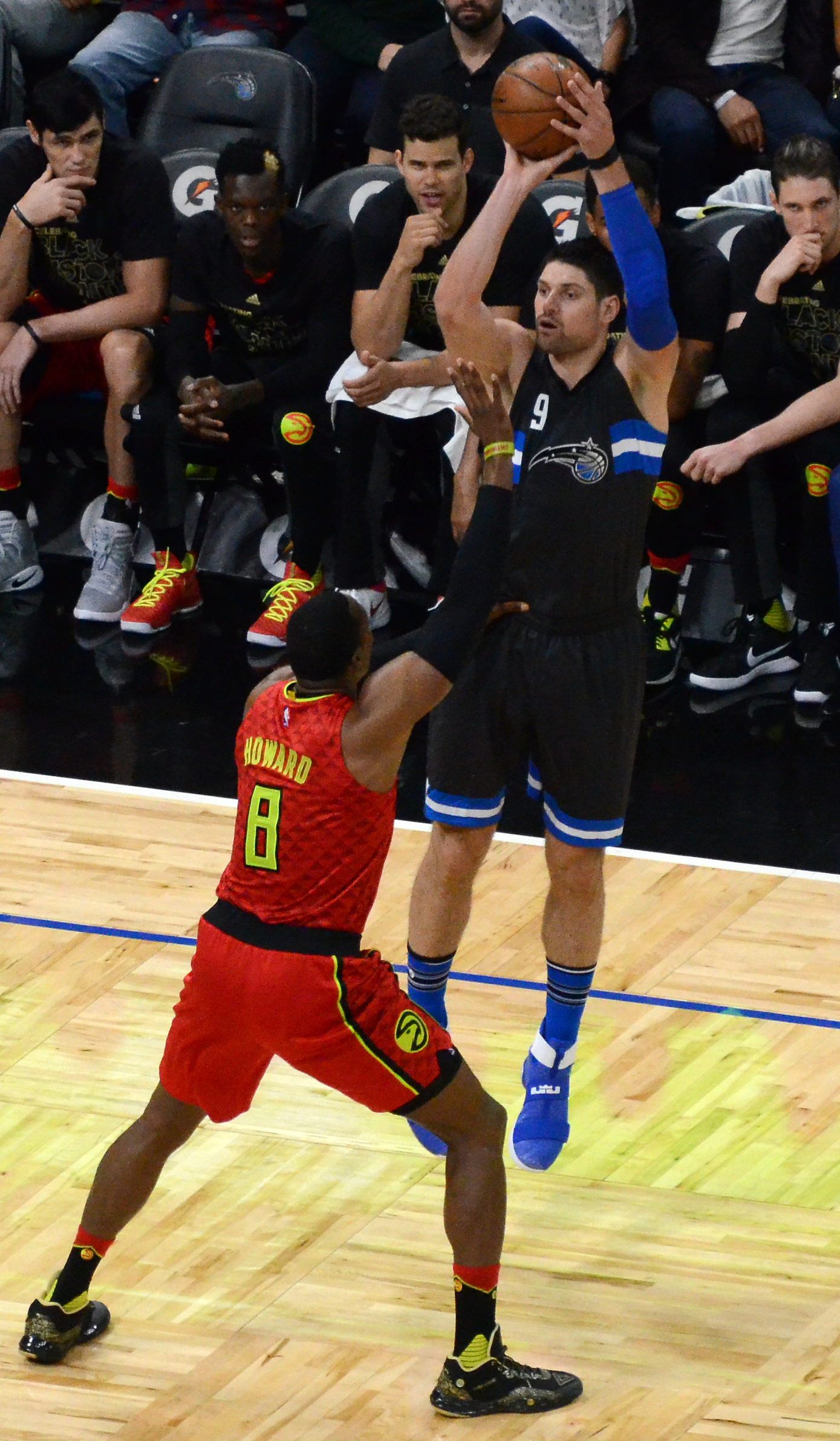
Vučević tenta um chute de médio alcance enquanto é marcado por Dwight Howard em fevereiro de 2017

Vučević foi titular em todos os 16 jogos do Magic no inicio da temporada de 2016–17. Ele começou a ser reserva da equipe ao longo de Dezembro e perdeu três jogos entre 10 e 14 de Dezembro devido a uma lesão nas costas.
Em 20 de dezembro, ele registrou 26 pontos e 12 rebotes em uma vitória por 136-130 sobre o Miami Heat. Ele recuperou sua posição de titular em meados de janeiro e, como resultado, registrou 30 pontos e 10 rebotes para liderar o Magic na vitória por 115-109 sobre o Portland Trail Blazers em 13 de janeiro. Em 7 de fevereiro de 2017, ele registrou 14 pontos e 19 rebotes na derrota de 128-104 para o Houston Rockets.
Em 11 de março de 2017, depois de perder os quatro jogos anteriores com uma lesão no tendão direito, Vučević registrou 20 pontos e 16 rebotes em uma derrota por 116–104 para o Cleveland Cavaliers. Em 10 de abril de 2017, ele registrou 10 rebotes contra o Chicago Bulls para passar à frente de Shaquille O'Neal no segundo lugar na lista de mais rebotes na história da franquia.

#### Temporada de 2017–18
Em 20 de outubro de 2017, Vučević registrou 41 pontos e 12 rebotes em uma derrota por 126-121 para o Brooklyn Nets. Em 9 de dezembro de 2017, ele registrou seu primeiro triplo-duplo da carreira com 31 pontos, 13 rebotes e 10 assistências em uma derrota por 117-110 para o Atlanta Hawks. Ele se tornou o primeiro pivô do Magic a registrar um triplo-duplo com assistências - Shaquille O'Neal e Dwight Howard, fizeram triplo-duplos com bloqueios.
Em 23 de dezembro, ele sofreu uma fratura na mão esquerda contra o Washington Wizards e foi posteriormente descartado por seis a oito semanas. Ele voltou à ação em 22 de fevereiro de 2018, contra o New York Knicks, depois de perder 23 jogos, registrando 19 pontos e seis rebotes em uma derrota por 120-113.

#### Temporada de 2018-19
Em 20 de outubro de 2018, Vučević registrou seu segundo triplo-duplo de carreira com 27 pontos, 13 rebotes e 12 assistências na derrota por 116-115 para o Philadelphia 76ers. Em 17 de novembro, ele registrou 36 pontos e 13 rebotes na vitória por 130–117 sobre o Los Angeles Lakers. Oito dias depois, ele fez 31 pontos, 15 rebotes e sete assistências na vitória de 108-104 contra os Lakers. Antes do segundo confronto, o treinador dos Lakers, Luke Walton, descreveu Vučević como um "pesadelo" devido à versatilidade do seu jogo ofensivo.
Em 31 de janeiro, ele foi selecionado pela primeira vez para o All-Star Game, sendo chamado para ser reserva da Conferência Leste. Ele se tornou o primeiro jogador chamado para o All-Star Game jogando pelo Magic desde Dwight Howard em 2012.
Em 17 de março, ele marcou 17 de seus 27 pontos nos primeiros oito minutos do jogo e acrescentou 20 rebotes na vitória por 101-91 sobre o Atlanta Hawks. Vučević ajudou o Magic a chegar a um recorde de 22-9 ao longo dos 31 jogos finais da temporada para garantir sua primeira vaga nos playoffs desde 2012. No Jogo 1 da primeira rodada contra o Toronto Raptors, ele marcou 11 pontos em uma vitória por 104-101. Eles perderam para os Raptors em cinco jogos.

#### Temporada de 2019-20

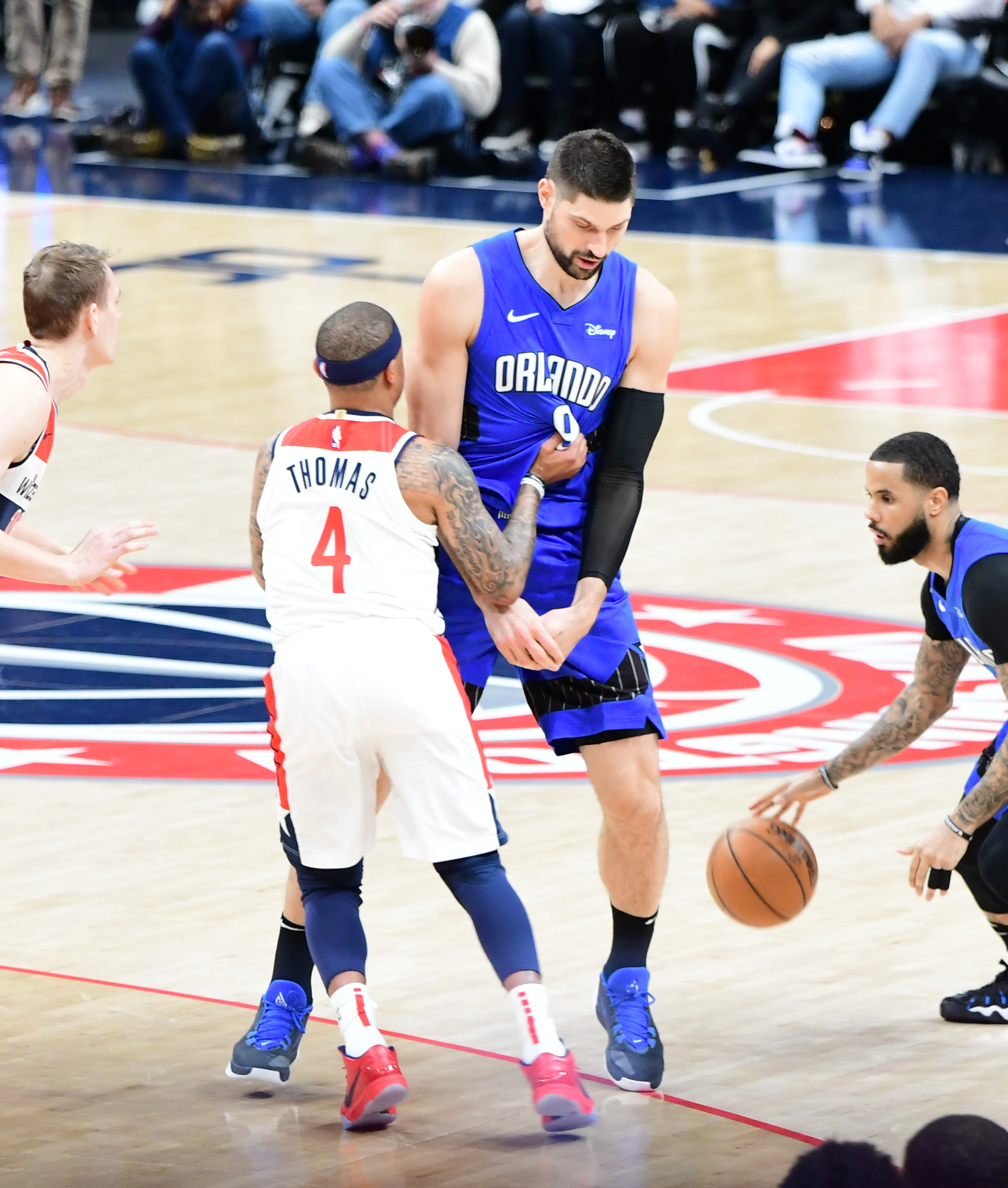
Vučević fazendo um bloqueio contra Isaiah Thomas em um jogo de janeiro de 2020

Vučević entrou na entressafra como um agente livre irrestrito. Em 6 de julho de 2019, ele assinou um contrato de 4 anos e US $ 100 milhões para permanecer no Magic.
Em 17 de novembro, Vučević registrou 30 pontos, 17 rebotes e seis assistências na vitória por 125-121 contra o Washington Wizards, alcançando o recorde da temporada para pontos e rebotes enquanto também registrava seu sétimo duplo-duplo consecutivo e seu décimo no geral na temporada. Em seus esforços, Vučević estabeleceu um recorde da franquia para mais jogos de 30 pontos, 15 rebotes e cinco assistências com quatro, superando Shaquille O'Neal com três. No dia seguinte, ele ganhou seu terceiro prêmio de Jogador da Semana da Conferência Leste, depois de registrar uma média de duplo-duplo com 21,7 pontos e 14,0 rebotes. Ele liderou o Magic em pontuação e rebotes e provocou seu recorde de 3-0 durante a semana com vitórias sobre o Philadelphia 76ers, San Antonio Spurs e o Wizards.
Nessa temporada, ele jogou em 62 jogos e teve médias de 19.6 pontos e 10.9 rebotes.

#### Temporada de 2020–21
Embora creditado em grande parte a um ataque equilibrado, Vučević desempenhou um papel fundamental no bom início do Magic na temporada de 2020-21.
Em 5 de fevereiro de 2021, Vučević registrou 43 pontos, 19 rebotes e 4 assistências na vitória por 123–119 sobre o Chicago Bulls. Ele se juntou a Shaquille O’Neal e Dwight Howard como o terceiro jogador na história da franquia a registrar pelo menos 43 pontos e 19 rebotes em um jogo.
Em 19 de fevereiro, ele registrou seu terceiro triplo-duplo da carreira com 30 pontos, 16 rebotes e 10 assistências na vitória de 124-120 sobre o Golden State Warriors, tornando-se o segundo pivô (junto com Nikola Jokić) a marcar um triplo-duplo de 30 pontos com zero turnovers desde 1985. Ele também estabeleceu um recorde da franquia de mais triplo-duplos como pivô.
Em 23 de fevereiro, Vučević foi chamado para o All-Star Game da NBA de 2021 como reserva da Conferência Leste.

### Chicago Bulls (2021–Presente)

#### Temporada de 2020–21
Em 25 de março de 2021, o Orlando Magic negociou Vučević, junto com Al-Farouq Aminu, para o Chicago Bulls em troca de Wendell Carter Jr., Otto Porter e duas futuras escolhas de primeira rodada. Ele teve médias de 24,5 pontos e 11,8 rebotes com o Magic na temporada de 2020-21, tornando-se o quarto maior reboteiro da liga na época.
Em 27 de março, Vučević estreou pelos Bulls na derrota por 120-104 para o San Antonio Spurs, registrando 21 pontos, nove rebotes e quatro assistências.
Em 31 de março, Vučević registrou seu primeiro duplo-duplo como jogador dos Bulls com 24 pontos e 10 rebotes em uma derrota por 121-116 para o Phoenix Suns. Em 4 de abril, ele registrou seu trigésimo segundo duplo-duplo da temporada e o segundo como jogador dos Bulls com 22 pontos e 13 rebotes na vitória por 115-107 sobre o Brooklyn Nets. Dois dias depois, Vučević registrou 32 pontos, 17 rebotes e cinco assistências na vitória por 113-97 contra o Indiana Pacers, tornando-se o terceiro jogador na história da franquia a registrar pelo menos 30 pontos, 15 rebotes e cinco assistências em um jogo, juntando-se Joakim Noah e Pau Gasol. Em 26 de abril, ele registrou seu terceiro duplo-duplo consecutivo e o quadragésimo de sua carreira com 24 pontos e 11 rebotes na vitória por 110-102 sobre o Miami Heat. Foi também seu décimo duplo-duplo em seus 18 jogos como jogador dos Bulls.
Depois de perder dois jogos devido a uma lesão no quadril, Vučević voltou à ação em 6 de maio, registrando seu sexto duplo-duplo consecutivo com 29 pontos e 14 rebotes na vitória por 120-99 sobre o Charlotte Hornets. No dia seguinte, ele conseguiu seu segundo triplo-duplo da temporada e o quarto de sua carreira com 18 pontos, 14 rebotes e 10 assistências na vitória por 121-99 sobre o Boston Celtics, tornando-se o primeiro jogador dos Bulls a registrar um triplo-duplo desde Jimmy Butler em 2017.

#### Temporada de 2021–22

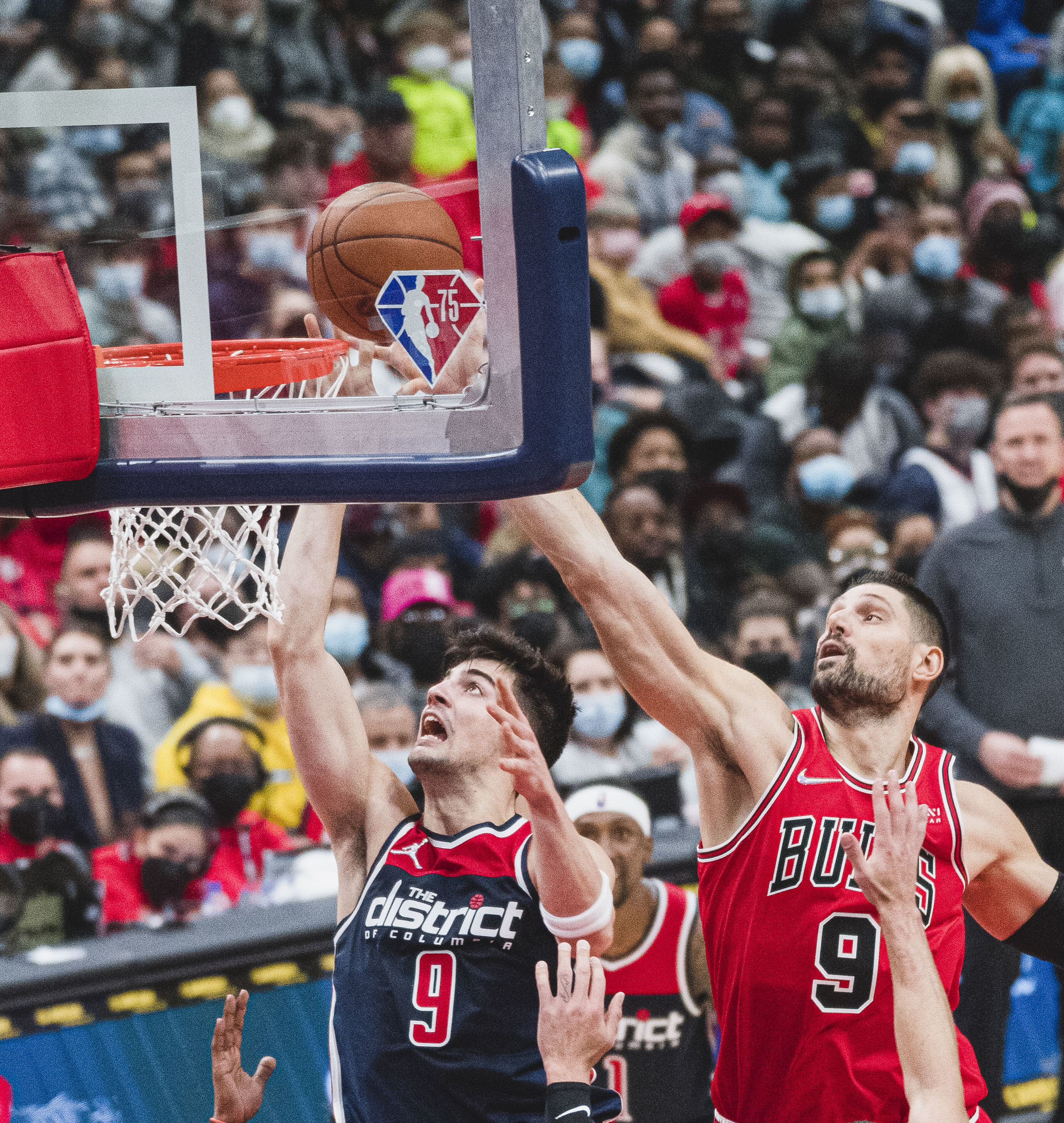
Vučević marcando Deni Avdija em um jogo de janeiro de 2022

Em 11 de novembro de 2021, Vučević entrou nos protocolos de saúde e segurança da NBA após testar positivo para COVID-19. Depois de perder sete jogos, ele retornou em 24 de novembro, registrando um duplo-duplo com 14 pontos e 13 rebotes na derrota por 118-113 para o Houston Rockets. Em 29 de novembro, Vučević registrou 30 pontos, 14 rebotes e cinco assistências na vitória por 133-119 sobre o Charlotte Hornets, juntando-se a Kemba Walker como os únicos dois jogadores na história da NBA a registrar pelo menos 30 pontos, 10 rebotes e 5 assistências e acertando 100% das cestas de 3 pontos em pelo menos 5 tentativas.
Em 29 de dezembro, Vučević registrou um duplo-duplo com 16 pontos e 20 rebotes em 33 minutos de jogo em uma vitória sobre o Atlanta Hawks, juntando-se a Joakim Noah e Tyson Chandler como o terceiro jogador dos Bulls a ter pelo menos 20 rebotes em menos de 35 minutos desde Dennis Rodman na década de 1990. Em 4 de fevereiro de 2022, ele terminou com 36 pontos, 17 rebotes, quatro assistências e três bloqueios na vitória por 122-115 sobre o Indiana Pacers, tornando-se o primeiro jogador dos Bulls desde Michael Jordan em 1996 a registrar 35 pontos, 15 rebotes e 3 bloqueios em um jogo.

#### Temporada de 2022–23
Em 24 de outubro de 2022, Vučević marcou 18 pontos, pegou 23 rebotes e distribuiu cinco assistências em uma vitória por 120-102 contra os campeões da Conferência Leste, Boston Celtics. Em 29 de outubro de 2022, ele registrou um duplo-duplo com 23 pontos e 19 rebotes em uma derrota por 114-109 contra o Philadelphia 76ers, tornando-se o primeiro jogador dos Bulls com pelo menos 20 pontos, 15 rebotes e 5 cestas de três em um único jogo. É a segunda vez em sua carreira que ele alcança isso e ele é um dos 38 jogadores na história da NBA a fazê-lo pelo menos uma vez. Em 11 de novembro de 2022, Vučević foi multado em US$15.000 pela NBA por fazer um gesto obsceno na quadra. Em 20 de dezembro, ele registrou 29 pontos e 12 rebotes em uma vitória por 113-103 sobre o Miami Heat.
Em 6 de janeiro de 2023, Vučević teve seu quinto triplo-duplo na carreira com 19 pontos, 18 rebotes e 10 assistências em uma vitória por 126-112 sobre os 76ers. Em 15 de janeiro, ele igualou sua marca pessoal com 43 pontos, junto com 13 rebotes, quatro assistências e quatro roubos de bola em uma vitória por 132-118 sobre os atuais campeões, Golden State Warriors.

#### Temporada de 2023–24
Em 28 de junho de 2023, Vučević assinou uma extensão de contrato de três anos e US$60 milhões com os Bulls. Em 1º de novembro, ele registrou 21 pontos e um recorde na temporada de 20 rebotes em uma derrota por 114-105 contra o Dallas Mavericks. Em 7 de março de 2024, Vučević marcou 33 pontos, além de 11 rebotes e 5 assistências, em uma vitória por 125-122 sobre os Warriors.

## Carreira na seleção
Vučević representou a Seleção Sub-20 de Montenegro no EuroBasket Sub-20. Em seguida, ele representou a Seleção Montenegrina no EuroBasket de 2011, EuroBasket de 2013 e no EuroBasket de 2017. Ele obteve médias de 5,0 pontos e 3,2 rebotes em 2011, sendo reserva de Nikola Peković. Com Peković fora do torneio de 2013, Vučević foi titular e teve médias de 7,0 pontos e 4,0 rebotes.

## Vida pessoal
Em 2016, Vučević se casou com a sua namorada, Nikoleta Pavlović, irmã do ex-jogador da NBA, Aleksandar "Sasha" Pavlović. O casal tem dois filhos, Filip (nascido em 17 de dezembro de 2018) e Matija (nascido em 1º de outubro de 2020).
Ele fala francês, sérvio e inglês. Ele também possui dupla cidadania com Montenegro e Bélgica. Vučević é um torcedor do Estrela Vermelha e da Juventus. Em 27 de dezembro de 2021, foi eleito para um mandato de 5 anos como membro da diretoria do Estrela Vermelha.

## Estatísticas da carreira

### NBA

#### Temporada Regular
| Ano      | Equipe       | PJ  | PT  | MPJ  | AP   | 3P   | LL   | RT   | AS  | BR  | TO  | PPJ  |
| -------- | ------------ | --- | --- | ---- | ---- | ---- | ---- | ---- | --- | --- | --- | ---- |
| 2011–12  | Philadelphia | 51  | 15  | 15.9 | .450 | .375 | .529 | 4.8  | .6  | .4  | .7  | 5.5  |
| 2012–13  | Orlando      | 77  | 77  | 33.2 | .519 | .000 | .683 | 11.9 | 1.9 | .8  | 1.0 | 13.1 |
| 2013–14  | Orlando      | 57  | 57  | 31.8 | .507 | —    | .766 | 11.0 | 1.8 | 1.1 | .8  | 14.2 |
| 2014–15  | Orlando      | 74  | 74  | 34.2 | .523 | .333 | .752 | 10.9 | 2.0 | .7  | .7  | 19.3 |
| 2015–16  | Orlando      | 65  | 60  | 31.3 | .510 | .222 | .753 | 8.9  | 2.8 | .8  | 1.1 | 18.2 |
| 2016–17  | Orlando      | 75  | 55  | 28.8 | .468 | .307 | .669 | 10.4 | 2.8 | 1.0 | 1.0 | 14.6 |
| 2017–18  | Orlando      | 57  | 57  | 29.5 | .475 | .315 | .819 | 9.2  | 3.4 | 1.0 | 1.1 | 16.5 |
| 2018–19  | Orlando      | 80  | 80  | 31.4 | .518 | .364 | .789 | 12.0 | 3.8 | 1.0 | 1.1 | 20.8 |
| 2019–20  | Orlando      | 62  | 62  | 32.2 | .477 | .339 | .784 | 10.9 | 3.6 | .9  | .8  | 19.6 |
| 2020–21  | Orlando      | 44  | 44  | 34.1 | .480 | .406 | .827 | 11.8 | 3.8 | 1.0 | .6  | 24.5 |
| 2020–21  | Chicago      | 26  | 26  | 32.6 | .471 | .388 | .870 | 11.5 | 3.9 | .9  | .8  | 21.5 |
| 2021–22  | Chicago      | 73  | 73  | 33.1 | .473 | .314 | .760 | 11.0 | 3.2 | 1.0 | 1.0 | 17.6 |
| 2022–23  | Chicago      | 82  | 82  | 33.5 | .520 | .349 | .835 | 11.0 | 3.2 | .7  | .7  | 17.6 |
| 2023–24  | Chicago      | 76  | 74  | 34.3 | .484 | .294 | .822 | 10.5 | 3.3 | .7  | .8  | 18.0 |
| Carreira | Carreira     | 899 | 836 | 31.1 | .491 | .308 | .761 | 10.4 | 2.8 | .8  | .8  | 17.2 |
| All-Star | All-Star     | 2   | 0   | 12.5 | .500 | .200 | —    | 6.0  | 1.5 | 1.0 | .0  | 4.5  |

#### Play-In
| Ano      | Equipe   | PJ | PT | MPJ  | AP   | 3P   | LL    | RT   | AS  | BR  | TO | PPJ  |
| -------- | -------- | -- | -- | ---- | ---- | ---- | ----- | ---- | --- | --- | -- | ---- |
| 2023     | Chicago  | 2  | 2  | 37.0 | .522 | .000 | 1.000 | 11.0 | 2.5 | .5  | .5 | 13.0 |
| 2024     | Chicago  | 2  | 2  | 36.1 | .474 | .273 | .500  | 13.0 | 3.5 | 1.0 | .5 | 20.0 |
| Carreira | Carreira | 4  | 4  | 36.5 | .498 | .136 | .750  | 12.0 | 3.0 | .7  | .5 | 16.5 |

#### Playoffs
| Ano      | Equipe       | PJ | PT | MPJ  | AP   | 3P   | LL   | RT   | AS  | BR | TO  | PPJ  |
| -------- | ------------ | -- | -- | ---- | ---- | ---- | ---- | ---- | --- | -- | --- | ---- |
| 2012     | Philadelphia | 1  | 0  | 3.0  | .000 | —    | .500 | 1.0  | .0  | .0 | .0  | 1.0  |
| 2019     | Orlando      | 5  | 5  | 29.4 | .362 | .231 | .786 | 8.0  | 3.0 | .4 | 1.0 | 11.2 |
| 2020     | Orlando      | 5  | 5  | 37.0 | .505 | .409 | .909 | 11.0 | 4.0 | .8 | .6  | 28.0 |
| 2022     | Chicago      | 5  | 5  | 36.2 | .440 | .310 | .800 | 12.4 | 3.2 | .4 | 1.2 | 19.4 |
| Carreira | Carreira     | 16 | 15 | 26.4 | .326 | .316 | .748 | 8.1  | 2.5 | .4 | .7  | 14.9 |

### Universidade
| Ano      | Equipe   | PJ | PT | MPJ  | AP   | 3P   | LL   | RT   | AS  | BR  | TO  | PPJ  |
| -------- | -------- | -- | -- | ---- | ---- | ---- | ---- | ---- | --- | --- | --- | ---- |
| 2008–09  | USC      | 23 | 3  | 11.0 | .578 | .000 | .875 | 2.7  | .3  | .4  | .4  | 2.6  |
| 2009–10  | USC      | 30 | 30 | 32.3 | .504 | .222 | .718 | 9.4  | 1.2 | .6  | 1.3 | 10.7 |
| 2010–11  | USC      | 34 | 34 | 34.9 | .505 | .349 | .755 | 10.3 | 1.6 | .5  | 1.4 | 17.1 |
| Carreira | Carreira | 87 | 67 | 26.0 | .528 | .190 | .782 | 7.4  | 1.0 | 0.5 | 1.0 | 10.2 |

Fonte: